# ズレニャニン

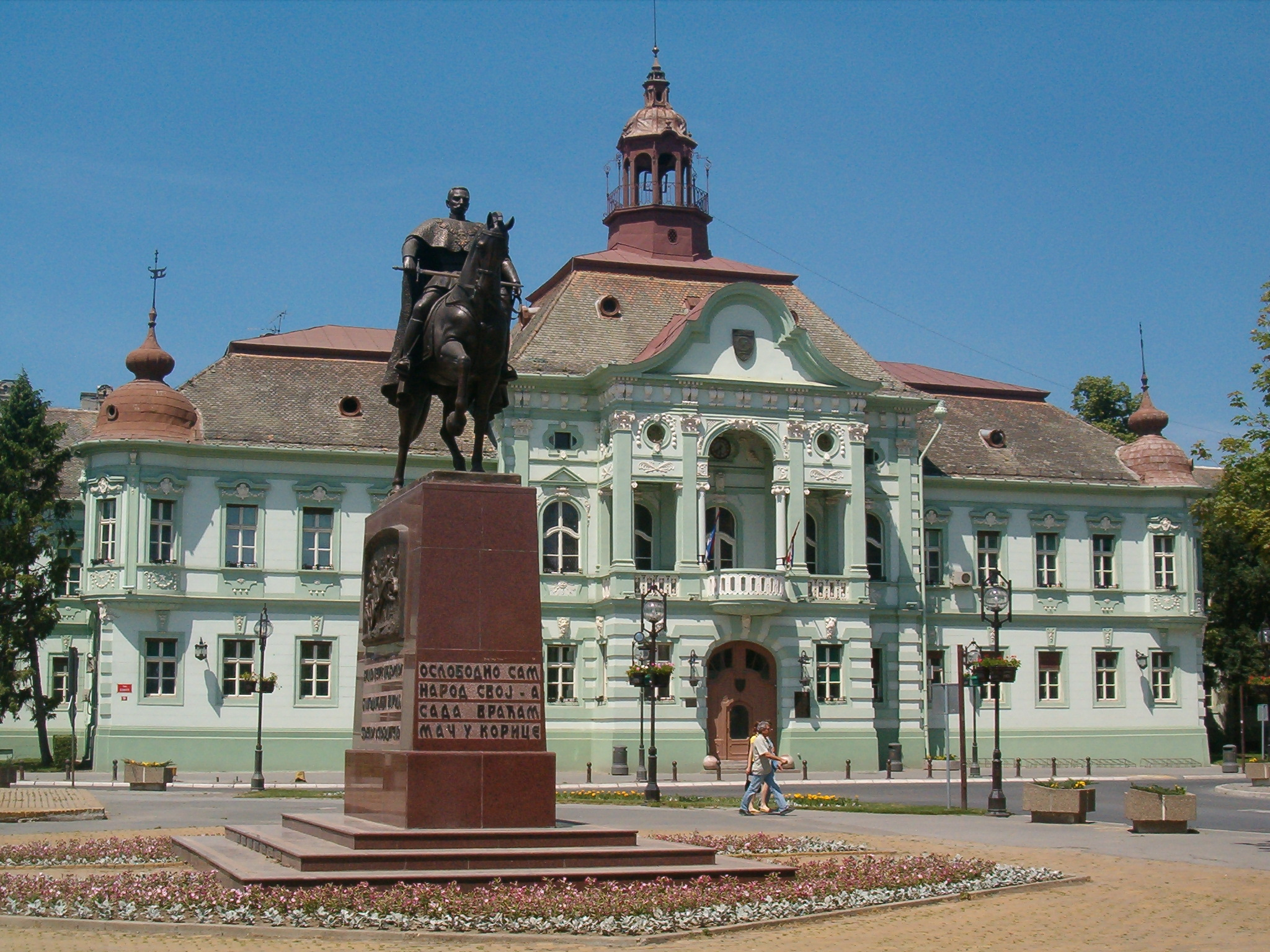
ズレニャニン市庁舎

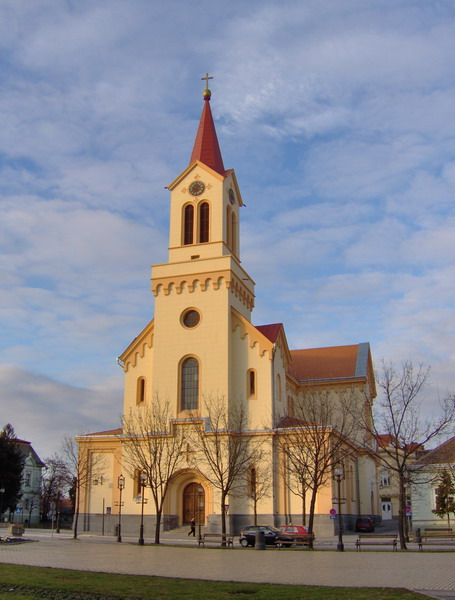
ズレニャニン聖堂

ズレニャニン（セルビア語・ラテン文字表記Zrenjanin/キリル文字表記: Зрењанин、ハンガリー語:Nagybecskerek、ドイツ語:Großbetschkerek、ルーマニア語:Becicherecu Mare、スロバキア語:Zreňanin、トルコ語:Beştelek）は、セルビア、ヴォイヴォディナ自治州の都市及び基礎自治体。中央バナト郡の行政中心地である。基礎自治体としての人口は114,034人（2020年）。セルビア領バナート最大の都市で、ヴォイヴォディナ自治州第3の都市である。また、セルビア第6位の都市でもある。

## 市名
ズレニャニンという名前は、1946年に革命の英雄ジャルコ・ズレニャニン（en、1902年-1942年）を讃えて名付けられた。ズレニャニンはヴォイヴォディナ共産主義者の首領で、第二次世界大戦中にパルチザンに身を投じ、ナチスによる拷問と数ヶ月の投獄に耐え、釈放された後、再逮捕を逃れようとする最中に殺害された。
古いセルビア語では、市名はベチケレク（Bečkerek/Бечкерек）またはヴェリキ・ベチケレク（Veliki Bečkerek/Велики Бечкерек）といった。
ズレニャニンの元々の名前ベチケレクは、ハンガリー語のケレク（Kerek、森または小さな木立）に由来すると推測されている。また、14世紀の貴族でズレニャニン一帯に広大な所領を所有していたベチェイ・イムレ（Imre Becsei）の姓にも由来するのではないかとされる。名前を日本語に翻訳すると、『ベチェイの森』となる。最初の名前は、大きい、偉大な、主要なといった意味を一部改めて得られたものである。セルビア語のヴェリキ、ドナウ・シュヴァーベン語（en:Danube Swabian）のグロス（Groß）、ハンガリー語のナジ（Nagy）、ルーマニア語のマーレ（Mare）は、ルーマニアのバナート地方にある同名の村に対して、『大きな』という修飾語として生じている。
1935年、市はセルブ＝クロアート＝スロヴェーヌ王ペータル1世にちなんでペトロヴグラード（Petrovgrad）と改名した。 

## 歴史
ヴェリキ・ベチケレク（またはナジ・ベチケレク）の町は、14世紀に初めて定住が始まった。初めて記録に名が記されたのは1326年である。ベジェイ川（Begej）沿いの商業町は14世紀、セルビア公ステファン・ラザレヴィチ（en:Stefan Lazarević）の元で繁栄した。1551年にオスマン帝国に占領されるまで、町はハンガリー王国領であった。

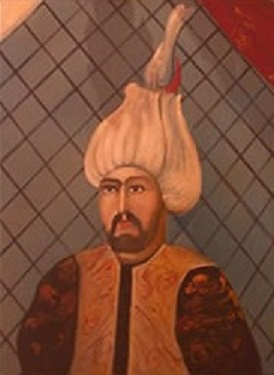
ベチケレクのヴァクフ創建者、ソコルル・メフメト・パシャ

ベチケレクを占領したトルコ軍は、セルビア系の政治家ソコルル・メフメト・パシャが率いていた。そのため地元セルビア人たちは彼が町を征服するのを助けたのである。町の降伏後、メフメト・パシャは地元セルビア人の首領らと面会し、ベチケレクの行政官としてマルコヴィチをベイに任命した。地元からの支援をしたセルビア人に対し感謝を示して、1570年にメフメト・パシャは町を自身の本拠（vakuf）に変え、多くの美しい建物を建て、自治権を与えた。トルコ支配時代、ベチケレクはセルビア人の住む地区と、ムスリムの暮らす地区とに二分されていた。
1716年、ベチケレクはハプスブルク君主国に征服され、1769年の女帝マリア・テレジアの命令によって目覚ましく発展した。1753年の調査によれば、町はほとんどセルビア人とドイツ人で占められていた。1773年の調査では、町には721世帯があり、625世帯はセルビア正教会、96世帯がカトリック教会に属していた。1779年、ベチケレクはハンガリー王国のトロンタール県（en:Torontálの中心地となった。 
1807年の大火で町のほぼ全体を失い、新たな県施設がの再建が1820年に終わるまで、県都の座がナジセントミクローシュ（現在のルーマニア、スンニコラウ・マーレ）へ一時的に移されていた。
ベチケレクには1839年に劇場が建ち、1846年にはギムナジウムが建った。1820年に市庁舎、1908年には裁判所ができた。
1848年革命の間、町は事実上オーストリア帝国内の自治州セルビア・ヴォイヴォディナ（en:Serbian Vojvodina）の首都の一つであった。1849年から1860年の間、町は帝国直轄領から切り離されてセルビアのヴォイヴォディナとタミシュ・バナート公国（en:Vojvodina of Serbia and Tamiš Banat）として知られた。この行政区分の廃止後、町はトロンタール県に含まれ、県の行政中心地となった。1867年以後、ベチケレクはオーストリア＝ハンガリー帝国のハンガリー王国領となった。
1910年の調査では、市には26,006人の人口があった。そのうち9,148人がハンガリー語を流暢に話し、8,934人がセルビア語を、6,811人がドイツ語を、456人がスロバキア語、339人がルーマニア語を話していた。市の基礎自治体区域内の人口は54,715人で、16,485人はドイツ語、14,445人はセルビア語、10,581人はルーマニア語、8,573人がハンガリー語、3,265人がスロバキア語を話した。この時期に最大の民族集団がハンガリー人かセルビア人かは定かでない。1910年の調査はほとんどの歴史家たちによって部分的に誤っているとみなされている。なぜなら、この調査は出自の民族や母国語で人口を記録せず、最も頻繁に話す言語で調査したからである。この調査でハンガリー語話者が多いのは、当時の公用語であったためであり、多くの非ハンガリー人でも日常ハンガリー語を話す状態に置かれていたからである。市内には、1,232人のユダヤ人もいた。彼らの多くはハンガリー語を母語としていた。その他の問題として、市と基礎自治体が行政的に別であることがあった。市の全人口と自治体の全人口を合わせて80,721人であった。そのうち23,379人がセルビア語を日常的に話し、23,396人がドイツ語を、17,721人がハンガリー語を、10,920人がルーマニア語を、3,721人がスロバキア語を話していた。 
第一次世界大戦後、市はセルブ＝クロアート＝スロヴェーヌ王国の一部となった（その後ユーゴスラビア王国となる）。1921年、市の人口の39％をセルビア人とクロアチア人が、28％をドイツ人が、27％をハンガリー人が、6％をルーマニア人が占めていた。1918年から1922年の間、王国の中で県都となり、1922年から1929年の間、ベオグラード州に含まれ、1929年から1941年までドナウ州（ドゥナヴスカ・バノヴィナ、Dunavska banovina）の一部になっていた。 
1941年から1944年、枢軸国側に占領され、ドイツ占領下のセルビアで自治権を持つバナートの一部になった。1945年初頭、ズレニャニンは新設されたユーゴスラビア連邦人民共和国（後のユーゴスラビア社会主義連邦共和国）のヴォイヴォディナ自治州に含まれた。そして1992年から2003年まで、ユーゴスラビア連邦共和国に属し、のちセルビア・モンテネグロへ移管された。2006年にモンテネグロが連邦から離脱し独立すると、ズレニャニンは独立したセルビアの一部となった。

## 基礎自治体の町村
基礎自治体ズレニャニンには、ズレニャニン市の他以下の町村がある。
- アラダツ（en:Aradac）
- バナツキ・デスポトヴァツ（en:Banatski Despotovac）
- ベロ・ブラト（en:Belo Blato）
- ボトシュ（en:Botoš）
- エレミル（en:Elemir）
- エチカ（en:Ečka）
- ヤンコヴ・モスト（en:Jankov Most）
- クレク（en:Klek）
- クニチャニン（en:Knićanin）
- ラザレヴォ（en:Lazarevo）
- ルキノ・セロ（en:Lukino Selo）
- ルキチェヴォ（en:Lukićevo）
- メレンツィ（en:Melenci）
- ミハイロヴォ（en:Mihajlovo）
- オルロヴァト（en:Orlovat）
- ペルレズ（en:Perlez）
- スタイチェヴォ（en:Stajićevo）
- タラシュ（en:Taraš）
- トマシェヴァツ（en:Tomaševac）
- ファルカジュディン（en:Farkaždin）
- チェンタ（en:Čenta）

## ズレニャニン市内の区
ズレニャニン市の面積は193.1km2、人口は76,511人（2011年）。
- レスニナ（Lesnina）
- ゼレノ・ポリェ（Zeleno Polje）
- ツェンタル（Centar）
- グラドヌリツァ（en:Gradnulica）
- チョンティカ（Čontika）
- チェトヴルティ・ユル（Četvrti Jul）
- ドリャ（Dolja）
- ドゥヴァニカ（Duvanika）
- マラ・アメリカ（Mala Amerika）
- シュミツァ（Šumica）
- バグリャシュ（Bagljaš）
- ムズリャ（en:Mužlja）　-　かつて村であったが、1981年にズレニャニン市と統合
- ルジャ・シュルマン（Ruža Šulman）
- ブリガディラ・リスティチャ（Brigadira Ristića）
- ドゥヴァニカ（Duvanika）
- ベルベルスコ（Berbersko）
- プトニコヴォ（Putnikovo）
- ボルニツァ（Bolnica）
- シェチェラナ（en:Šećerana）
- ドゥナヴスカ（Dunavska）

## 2002年の調査による統計

### 基礎自治体内の民族
- セルビア人 = 98,794人 (74.81%)
- ハンガリー人 = 14,211人 (10.76%)
- ユーゴスラビア人 = 2,559人 (1.93%)
- ルーマニア人 = 2,511人 (1.9%)
- ロマ人 = 2,471人 (1.87%)
- スロバキア人 = 2,403人 (1.81%)

セルビア人が多数派を占める自治体は、ズレニャニン、バナツキ・デスポトヴァツ、ボトシュ、エレミル、エチカ、クレク、クニチャニン、ラザレヴォ、ルキチェヴォ、メレンツィ、オルロヴァト、ペルレズ、スタイチェヴォ、タラシュ、トマシェヴァツ、ファルカジュディン、チェントラである。ハンガリー人が多数派を占めている自治体は、ルキノ・セロ、ミハイロヴォである。ルーマニア人が多数派を占めるのはヤンコヴ・モストである。突出した民族がなく混在するのは、アラダツ（セルビア人が多数派に近い）、ベロ・ブラト（スロバキア人が優勢）である。

### ズレニャニン市内の民族別人口
- セルビア人 = 56,560人 (70.9%)
- ハンガリー人 = 11,605人 (14.55%)
- ユーゴスラビア人 = 1,948人 (2.44%)
- ロマ人 = 1,577人 (1.98%)

## 宗教
2002年の調査によると、基礎自治体の人口77.28％が正教会信徒である。カトリック教会は12.01％、プロテスタントは2.13％である。ズレニャニンの正教会信徒はヴルシャツの正教会バナート主教座に属する。また、ズレニャニンはセルビア領バナートのカトリック司教座もある。

## 市内の建築物

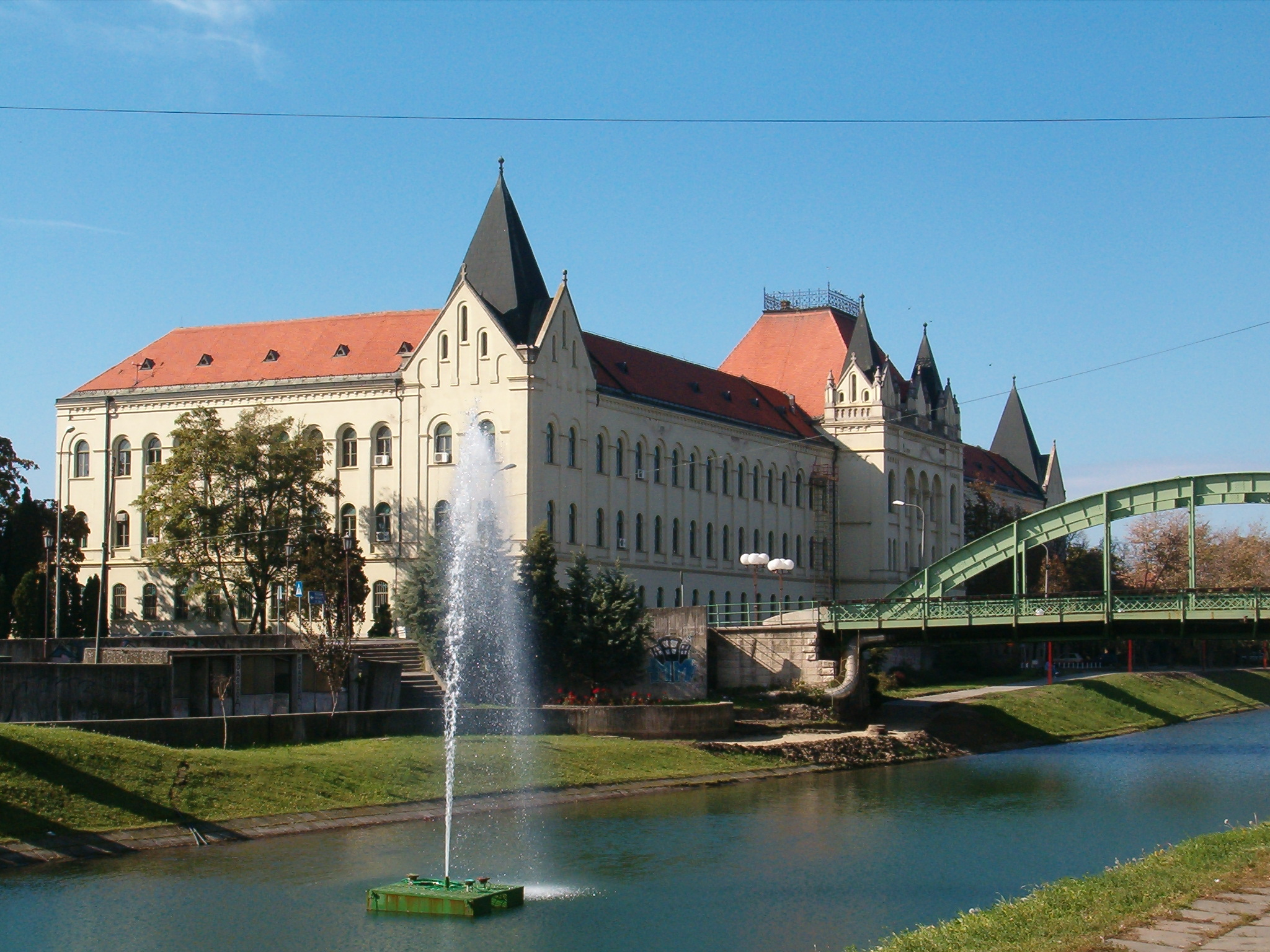
ズレニャニン裁判所

- 市庁舎　-　1816年建設。1887年再建。ネオバロック様式。
- 財務宮殿　-　現在は国立美術館。1894年建設。ネオルネサンス様式。
- ズレニャニン劇場　-　1839年建設。古典主義建築。セルビア最古の劇場。
- ズレニャニン裁判所　-　1908年完成。ロマン主義。
- ズレニャニン聖堂　-　正式名ネポムクのヨハネ聖堂。1868年完成。ロマネスク様式。カトリックのズレニャニン司教座がある。
- ブコヴァツ邸　-　1905年建設。ネオルネサンス様式。貿易業者ブコヴァツの邸宅として建てられた。
- 旧ヴォイヴォディナ・ホテル　-　1886年建設。ネオルネサンス様式。1972年までホテルであったが、現在は一階が銀行として使用されている。
- ズレニャニン小学校　-　1846年建設、1937年再建。
- ウスペンスカ教会　-　1746年建設。バロック様式。1807年の大火を生き残った、市内最古の教会。
- マリ・モスト　-　1904年完成。市内最古の橋。鉄製。
- 貿易アカデミー　-　1892年完成。ネオルネサンス様式。現在は電気技術学校の校舎として使われている。
- ベンツェ邸　-　1906年建設。ウィーン分離派。家具製造業者が直営店として建てた。現在も家具店として使われている。
- シナゴーグ　-　1896年建設。ムーリッシュ・リヴァイヴァル様式。1941年にナチスによって破壊された

多くの興味深い建築物が市内に点在することから、観光が盛んである。

## 交通
公共交通機関はバスが中心である。アウトバナト社が運営しており、近郊のノヴィ・サド、ベオグラード、キキンダ、ヴルシャツとをつないでいる。
かつては市内を流れるベジェイ川の水運が盛んであった。1883年にヴェリキ・ベチケレクはキキンダと結ぶ鉄道ができた。
- ズレニャニン空港　-　ズレニャニン市南東7km地点にある。スポーツや貿易、パイロット訓練に限って使用されてきたが、滑走路や管制塔の再建後、国際空港となる予定である。

## ズレニャニン出身の著名人
- デヤン・ボディロガ　-　元プロバスケットボール選手、元ユーゴスラビア代表、元セルビア・モンテネグロ代表
- ザーコ・チャバーカパ　-　プロバスケットボール選手、元ユーゴスラビア代表
- ウラジミール・グルビッチ　-　バレーボール選手
- ストヤ - ターボ・フォーク歌手
- ミオミール・ブコブラトビッチ - ロボット工学者（多くの二足歩行ロボットで使用されるZMPの提唱者）
- ドゥシュコ・トシッチ - サッカー選手
- ゾラン・トシッチ - サッカー選手
- ズヴォニミール・ヴキッチ - サッカー選手
- マーヤ・オグニェノビッチ - バレーボール選手
- ヨバナ・ブラコチェビッチ - バレーボール選手
- ニコラ・グルビッチ - バレーボール選手

## 姉妹都市
- ベーケーシュチャバ, ハンガリー
- アラド, ルーマニア
- ティミショアラ, ルーマニア

## その他
- ズレニャニンには、1737年から営業しているセルビア最古の郵便局がある。
- 第二次世界大戦中、ズレニャニンをティミショアラと勘違いした連合国側の戦闘機によって爆撃を受けた。
- 10の橋がベジェイ川に架かっていることから、別名『橋の町』と呼ばれている。

## 参照
- Milan Tutorov, Banatska rapsodija - istorika Zrenjanina i Banata, Novi Sad, 2001.